# Météorite de Piancaldoli
La météorite de Piancaldoli, ou simplement Piancaldoli, est une météorite tombée le 10 août 1968 en Italie, dans la frazione de Piancaldoli (commune de Firenzuola, métropole de Florence, Toscane). C'est une chondrite ordinaire non équilibrée de type LL (très pauvre en fer), initialement classée dans le groupe LL3.4.
En 2020, un réexamen des caractéristiques minéralogiques, pétrographiques, spectroscopiques et chimiques de Piancaldoli indique qu'elle a connu un métamorphisme thermique minimal, compatible avec sa teneur élevée en hydrogène et la teneur en chrome des olivines de ses chondres de type II. Piancaldoli est moins altérée que n'avaient indiqué les études préliminaires, si bien qu'elle devrait être reclassée dans le groupe LL3.10. Piancaldoli est à ce jour la deuxième chute de chondrite ordinaire non équilibrée la moins altérée après Semarkona.